# امتياز اعتباري
الامتياز الاعتباري أو الرصيد الائتماني (بالإنجليزية: Credit score)‏ هو تعبير رقمي مبني على تحليلات مرحلية للملفّات الائتمانية لشخصٍ، من أجل تقدير أحقّيته بالاقتراض. يُبنى الامتياز الاعتباري أساسًا على التقارير الائتمانية، والمعلومات التي تقدّمها مكاتب التسليف.
يستخدم المُقرضون -كالبنوك وشركات بطاقات الائتمان- الامتياز الاعتباري لتقييم الخطر المحتمل عن إقراض المستهلكين المال، ولتخفيف الخسارات الناجمة عن القروض السيئة. يستعمل المقرضون الامتيازات الاعتبارية لتحديد مَن يستحقّ القرض، وبأيّ نسبة ربح، وأيّ قيود. يستعمل المقرضون الامتيازات الاعتبارية كذلك لتحديد أيّ الزبائن أقرب إلى إدخال أكبر الإيرادات. واستخدام الامتيازات الاعتبارية قبل منح الوصول أو إقراض المال تطبيقٌ لنظام موثوق آمن.
لا تقتصر الامتيازات الاعتبارية على البنوك. بل تستعمل التقنيات نفسها مؤسساتٌ أخرى مثل شركات الهواتف المحمولة، وشركات التأمين، وأصحاب الأراضي، والمؤسسات الحكومية. تستعمل الشركات المالية الرقمية والمقرضون على الإنترنت مصادر معلومات أخرى لقياس أحقّيّة المستلِفين.

## في البلدان

### أستراليا
في أستراليا، الامتياز الاعتباري مقبول على نطاق واسع بوصفه الطريقة الأولى لتحصيل أحقّيّة الاقتراض. لا يقتصر استعمال الامتياز الاعتباري على قبول إقراض طالبِ قرض أو رفضه، بل يستعمل أيضًا لتعيين الحدود على بطاقات الائتمان، يكون ذلك بنمذجة سلوكية، وللقبول المبدئي بقرض إضافي لقاعدة عملاء شركة.
وفي حين لا تزال النمذجة الاحتمالية غير الخطية أشيَع وسائل صناعة بطاقات الامتياز، توفر طرائق أخرى بدائل قوية، كطرائق مارس، وكارت، وتشايد، والغابات العشوائية.
قبل 12 مارس 2014 قدّمت فيدا أدفانتج (المصدر الأساسي لبيانات الملفات الائتمانية) نظامَ ائتمان سلبي فقط، يحتوي على معلومات عن طلبات اقتراض وقوائم سلبية تحدد التخلّف عن عقد الائتمان. ثمّ اشترت إكويفاكس شركة فيدا في فبراير 2016، فصارت أكبر وكالات الائتمان في أستراليا.
ثمّ بعد أن تقدّم نظام التقرير الإيجابي، بدأت شركات التسليف باستخدامه، بتطبيق تسعير قائم على احتمال الخطر، لتحديد معدلات القرض.

### النمسا
يجرى تحديد الامتياز الاعتباري في النمسا على طريقة القائمة السوداء. ينتهي الحال بالزبائن الذين لا يدفعون الضرائب بإدراج أسمائهم في القوائم السوداء لمكاتب التسليف. قد يمنع وجود الاسم في قائمة سوداء صاحبه من إجراء العقود. تستعمل شركات معينة -منها تيليكوم- القوائم بانتظام. تستعمل البنوك كذلك هذه القوائم، ولكنها تستعلم أكثر عن الدخل والأمان، عندما يتعلق الأمر بالقروض. وإلى جانب هذه القوائم تقدّم عدة وكالات ائتمانية ومكاتب تسليف امتيازًا اعتباريًا للزبائن.
ذكر قانون حماية البيانات النمساوي أنه على الزبائن أن يختاروا السماح باستخدام بياناتهم الشخصية لأي سبب. ولكن يمكن أن يمنعوا استخدام بياناتهم لاحقًا، فيكون أي نشر لبياناتهم وأي استخدام لها مخالفًا للقانون. كما أنّ للزبائن أن يتسلّموا نسخة مجانية عن معلوماتهم التي في مكتب التسليف مرة كل سنة. يجب حذف البيانات غير القانونية أو الخاطئة، أو تصحيحها.

### البرازيل
يعدّ الامتياز الاعتباري جديدًا في البرازيل. فقد كان الأمر يُقضى من قبلُ بالقوائم السوداء، وكان كل مقرضٍ يقدّر مستلفيه المحتملين بناءً على معاييره الخاصة. أمّا اليوم فنظام الامتياز الاعتباري في البرازيل شبيه بنظيره في الولايات المتحدة.
الامتياز الاعتباري هو تعبير رقمي مبني على تحليلات مرحلية للملفّات الائتمانية لشخصٍ، من أجل تقدير أحقّيته بالاقتراض. فهو أهم أداة تستعملها المنظمات المالية في التحليل الائتماني، ويهدف إلى المساعدة في عملية اتخاذ قرار الإقراض، وإجراء الأعمال، بهدف التوثق من إمكانية دفع الناس فواتيرهم. يُبنى الامتياز الاعتباري أساسًا على المعلومات الائتمانية، والمعلومات التي تقدّمها مكاتب التسليف الثلاثة الكبرى: سيراسا إكسبيريان، وبوا  فيستا، وإس بي سي برازيل.
في البرازيل عدة طرائق لقياس الامتيازات الاعتبارية. وبالعموم، فإن الرقم يتراوح بين 0 إلى 1000، ليحدد احتمال مجموعة من الزبائن في دفع أقساطهم في السنة التالية. يحسب هذا الرصيد باستخدام عدة عوامل، ولكنه عمليًا يحلل مسار الشخص بوصفه زبونًا، وهو ما يتضمن دفعه الفواتير في أوقاتها، تاريخ القروض السلبية، العلاقات المالية مع الشركات، والمعلومات التي تقدمها وكالات حماية القروض، مثل سيراسا إكسبيريان، وبوا فيستا، وإس بي سي، وكود، وفورغون.

### كندا
يشبه نظام التقارير الائتمانية في كندا النظام في الولايات المتحدة والهند، لأن فيها وكالتين تعملان فيهما أيضًا: إكويفاكس، وترانس يونيون. (أما إكسبيريان التي دخلت السوق الكندي بشراء مكاتب الائتمان الشمالية في 2008، فقد أعلنت إغلاقها في كندا في 8 أبريل 2009).
ومع هذا، فإنّ بينهما اختلافات. منها أنه خلافًا لما في الولايات المتحدة حيث يسمح للزبون بالحصول على نسخة واحدة من تقرير الائتماني في كل سنة، يمكن في كندا أن يطلب الزبون نسخة مجانية ما شاء من المرّات في كل سنة، شرطَ أن يكون طلبه كتابيًا، وأن يطلب نسخة مطبوعة تصل بالبريد. يعدّ الطلب الذي يقدمه الزبون "استعلامًا صغيرًا"، فلا يؤثر في الامتياز الاعتباري. ذكر تقرير إكويفاكس سكوربور أن معدلات إكويفاكس بيكون تنحصر بين 300 و900. وكذلك معدلات يونيوم إمبيريكا بين 300 و900.
تصدر الحكومة الكندية منشورًا مجانيًا يسمّى تقرير «افهم ائتماءك»، و«كريديت سكور». يقدم المنشور تقرير ائتمان نموذجيًا، ووثائق للامتياز الاعتباري، مع شرح للأفكار والقوانين المستخدمة. ويتضمن معلومات عامة عن طريقة تحسين الامتياز الاعتباري وبنائه، وكيف تتأكّد من وقوع انتحال شخصية. يتوفر المنشور على الإنترنت على موقع وكالة المستهلك المالي الكندية. كما يمكن لسكّان كندا طلب نسَخٍ ورقية مجانًا.

### الصين
طوّرت الشركات الخاصة أنظمة للامتياز الاعتباري، منها نظام «ائتمان سيسيم» الذي طورته شركة علي بابا، ونظام «ائتمان تنسنت». يستعمل جزء من «نظام الائتمان المجتمعي» الحكومي معلومات المواطنين الائتمانية.

### الدنمارك
تستعمل البنوك وعدد من الشركات الخاصة في الدنمارك مثل شركة تيلكو وشركات أخرى الامتياز الاعتباري على نطاق واسع. ينقسم الامتياز الاعتباري إلى قسمين:
- خاص: احتمال التخلف عن الدفع.
- عملي (للشركات): احتمال الإفلاس.

يحدد الامتيازات الخاصة البنك أو الشركة الدائنة. أما الشركات فيحدد امتيازها الدائن أو طرف ثالث.
تخصصت عدة شركات في الدنمارك في حساب الامتيازات الاعتبارية:
- إكسبيريان (التقييم العام للشركات)
- بيسنود (التقييم العام للشركات)

تعتمد بطاقات الامتياز في الدنمارك أساسًا على المعلومات التي يقدمها صاحبها، وعلى المعلومات المتاحة للعموم. وهي محددة جدًا بالقوانين مقارنة بالدول المجاورة.

### ألمانيا
في ألمانيا، الامتياز الاعتباري مقبول على نطاق واسع بوصفه الطريقة الأولى لتحصيل أحقّيّة الاقتراض. لا يقتصر استعمال الامتياز الاعتباري على قبول إقراض طالبِ قرض أو رفضه، بل يستعمل أيضًا لتعيين الحدود على بطاقات الائتمان، يكون ذلك بنمذجة سلوكية، وللقبول المبدئي بقرض إضافي لقاعدة عملاء شركة.
كما أنّ للزبائن أن يتسلّموا نسخة مجانية عن معلوماتهم التي في مكتب التسليف مرة كل سنة. تقدم في الوقت الحالي سكوفا -المصدر الأساسي لبيانات ملفات الائتمان- معلومات عن نحو ثلاثة أرباع السكان الألمان.

### الهند
في الهند أربع شركات للمعلومات الائتمانية مرخَّصة من البنك الاحتياطي الهندي. بدأ مكتب المعلومات الائتمانية عمله كشركة معلومات ائتمانية في يناير 2001. ثم في 2010، حصلت شركات إكسبيريان، وكريف هاي مارك، وإكويفاكس على رخصٍ من البنك الاحتياطي الهندي للعمل بوصفها شركات معلومات ائتمانية في الهند.
وعلى رغم أن كل شركة من الشركات الأربع طوّرت أنظمة امتيازات خاصة بها، فإن الأشيَع بينها نظام سيبيل. امتياز سيبيل هو رقم من ثلاث خانات يمثل مختصرًا لتاريخ اقتراض الفرد ومعدل قروضه. يتراوح هذا الرقم بين 300 و900، حيث 900 هو الأعلى والأفضل. وأما من لم يكن له تاريخ ائتماني من الأفراد، فيكون رصيده -1. وإذا كان التاريخ الائتماني أقل من ستة شهور، يكون الرصيد صفرًا. يستغرق جمع الرصيد في نظام سيبيل وقتًا يكون عادةً بين 18 شهرًا و 36 شهرًا أو أكثر، حتّى يحصل الفرد على امتياز اعتباري مرضٍ.

### النرويج
تقدّم خدمات الامتياز الاعتباري في النرويج ثلاث وكالات: دن، وبرادستريت، وليندرأوف ديسيجن. يعتمد الامتياز الاعتباري على المعلومات المتاحة للعموم كالبيانات الديمغرافية، والعائدات الضريبية، والدخل الضريبي، وأي معلومات غير مالية يمكن أن تسجّل من أجل الامتياز الاعتباري لفرد. بعد ذلك، يتلقى الفرد رسالة من وكالة الامتيازات تحدد حالته، وتقدم أي معلومة موجودة في رصيده. تستعمل كثير من مؤسسات الائتمان بطاقات الامتياز المعتمدة على أي عدد من المعاملات. يتراوح الرصيد بين 300 و999.

### جنوب أفريقيا
يستخدم الامتياز الاعتباري في صناعة الائتمان في جنوب أفريقيا، تستعمله البنوك والمقرضون وبائعو الثياب والفرش، والمقرضون المختصون وشركات التأمين. حاليًا، تقدم مكاتب الائتمان الأربعة رصيد الامتياز الاعتباري. تشمل المعلومات التي تجمعها المكاتب بيانات سلبية وإيجابية، لرفع القوة التوقعية لأرصدة الفرد. تقدم ترانس يونيون «إمبيريكا سكور» الذي بلغ جيله الرابع بحلول منتصف 2010. يقسّم «إمبيريكا سكور» إلى جناحين: إنشاء الحساب، وإدارة الحساب. تقدم «إكسبيريان ساوث أفريكا» كذلك رصيد امتياز «دلفي» الذي أطلق جيله الرابع (في نهايات 2010). أصدرت في 2011 شركة «كومبوسكان» نظام «كومبوسكور إي بي سي»، الذي يتوقع احتمال تخلّف الزبون، من خلال دورة الحياة الائتمانية. بعد ستة أعوام، أصدرت «كومبوسكان» نظام «كومبوسكور ساي» يكون الرصيد فيه من ثلاث خانات، وقائمًا على التكهّن النفسي، ليستعمله المقرضون لصنع قرارات إقراض مدروسة بناء على معلومات قليلة.

### سريلانكا
تبعًا لأحكام قانون مكاتب المعلومات الائتمانية رقم 18 لعام 1990، فوّض مكتب المعلومات الائتمانية بإصدار تقارير الائتمان لكل من تتعلق به معلوماتها. بدأ المكتب إصدارَ تقارير الاستعلامات الائتمانية الشخصية في ديسمبر 2009.